# Jacob Parker
Jacob Parker (Bixby, Oklahoma, 9 de julio de 1993) es un exbaloncestista estadounidense que fue profesional durante tres temporadas. Con 1,98 metros de estatura, jugaba en la posición de alero.

## Trayectoria deportiva

### Universidad
Jugó cuatro temporadas con los Lumberjacks de la Universidad Estatal Stephen F. Austin, en las que promedió 9,6 puntos, 4,8 rebotes y 1,5 asistencias por partido. En 2014 fue elegido Jugador del Año de la Southland Conference tras promediar 14,2 puntos y 7,1 rebotes por partido. Esa temporada fue también incluido en el mejor equipo de la conferencia, mientras que al año siguiente lo fue en el segundo mejor quinteto.

### Profesional
Tras no ser elegido en el Draft de la NBA de 2015, fichó por el KK Tajfun Šentjur de la liga eslovena, donde jugó una temporada en la que promedió, en todas las competiciones que participó, 6,4 puntos y 4,3 rebotes por partido.
La temporada siguiente fichó por el Oettinger Rockets Gotha de la ProA, la segunda división del baloncesto alemán, donde jugó una temporada, en la que promedió 11,2 puntos y 4,0 rebotes por partido. En agosto de 2017 fichó por el BV Chemnitz 99, pero en enero de 2018 ambas partes acordaron rescindir el contrato, tras promediar tan solo 3,9 puntos y 3,1 rebotes en catorce partidos.